# Czas nas zmienia
Czas nas zmienia – singel polskiego piosenkarza Jerzego Połomskiego, nagrany i wydany w 2007 roku. 
Tekst do utworu napisał Jacek Cygan, zaś muzykę skomponował Marcin Nierubiec. Za produkcję muzyczną odpowiedzialny był gitarzysta Michał Grymuza. Remiks utworu, wykonany w Woobie Doobie Studio, wykonali Wojciech Olszak oraz Krzysztof Pszona.
W 2009 roku nakręcono do piosenki teledysk w reżyserii Remigiusza Przełożnego, w którym wystąpili między innymi Conrado Moreno, Jacek Cygan, Krzysztof Kasowski, Danuta Błażejczyk, Elisabeth Duda oraz Ewelina Walendziak. Wideoklip emitowany był w programach Teleexpress, Kawa czy herbata?, Quadrans Qultury, Dzień Dobry TVN, a także na kanałach TVP Polonia oraz TVS.
Utwór został wydany po blisko 20-letniej przerwie zawodowej wokalisty.

## Lista utworów
1. „Czas nas zmienia” – 3:36[6]